# Aleksandrs Avdejevs
Aleksandrs Avdejevs (ryska: Александр Алексеевич Авдеев: Aleksandr Aleksejevitj Avdejev), född den 1 augusti 1956 i Kujbysjev i Ryska SFSR i Sovjetunionen
(nu Samara i Ryssland), är en lettländsk kanotist som tävlade för Sovjetunionen.
Han tog bland annat VM-guld i K-4 10000 meter i samband med sprintvärldsmästerskapen i kanotsport 1977 i Sofia.